# Antarctospira mawsoni
Antarctospira mawsoni é uma espécie de gastrópode do gênero Antarctospira, pertencente à família Borsoniidae.